# Azeglio Bemporad
Azeglio Bemporad (* 19. März 1875 in Siena; † 11. Februar 1945 in Catania) war ein italienischer Astronom.
Azeglio Bemporad studierte Mathematik an der Scuola Normale Superiore in Pisa und war dann Assistent am Observatorium von Turin. Nach Zwischenaufenthalten in Heidelberg und Potsdam arbeitete er ab 1904 in Catania, wo Bemporad an einem Catalogo Astrofotografico arbeitete. Ab 1912 war er Direktor des Astronomischen Observatoriums Capodimonte in Neapel, das er in Richtung Astrophysik ausrichtete. 1938 wurde er als Jude aufgrund der von Mussolini erlassenen antisemitischen Gesetze entlassen. 1943 wurde er zwar rehabilitiert, kehrte aber nicht auf seinen Posten zurück.
Er schrieb einen Artikel über atmosphärische Beobachtungsstörungen in der Enzyklopädie der mathematischen Wissenschaften.

## Schriften (Auswahl)
- Zur Theorie der Extinktion des Lichtes in der Erdatmosphäre. In: Mitteilungen der Grossh. Sternwarte zu Heidelberg. Nr. 4, 1904, S. 1–78.